# Florian Hart
Florian Hart (* 11. Mai 1990 in Linz) ist ein ehemaliger österreichischer Fußballspieler auf der Position eines Abwehrspielers. Seit seinem Karriereende als Aktiver tritt er vorrangig als Nachwuchsfußballtrainer in Erscheinung.

## Karriere

### Als Spieler
Hart begann seine Vereinskarriere im Jahre 1996 in den Jugendmannschaften des LASK in der oberösterreichischen Landeshauptstadt Linz. Später besuchte er die Fußballakademie seines Vereines und wechselte zur Amateurmannschaft des LASK, zur damaligen SPG LASK II/ESV Wels, die später in einer SPG mit Schwanenstadt als SPG LASK II/Schwanenstadt in Erscheinung trat und ab 2009 als LASK Juniors bekannt war. Am 25. Mai 2007 absolvierte Hart sein Debüt beim LASK, der zu diesem Zeitpunkt noch in der zweitklassigen Ersten Liga aktiv war. Hart spielte das ganze Match gegen den FC Kärnten durch; die Linzer gewannen am Ende mit 2:0. Sein Debüt im Oberhaus, der österreichischen Bundesliga, gab er am 26. Oktober 2008 bei der 0:1-Niederlage auswärts gegen den SK Austria Kärnten, bei der er in der 81. Minute für Thomas Piermayr ausgewechselt wurde. Nach insgesamt 75 Profiligapielen für die Linzer wechselte er im Sommer 2012 nach Dänemark zu SønderjyskE, wo er sich schnell einen Stammplatz erkämpfte. Im Jänner 2014 kehrte nach Österreich zurück und unterschrieb beim SV Grödig einen bis 2015 laufenden Vertrag mit Option auf ein weiteres Jahr. Im September 2015 wechselte er zur SV Ried.
Nach dem Abstieg der Rieder wechselte er zur Saison 2017/18 zum Bundesligisten SV Mattersburg. Der Verein stellte nach der Saison 2019/20 den Spielbetrieb ein. Daraufhin war Hart ein Jahr lang vereinslos, ehe er zur Saison 2021/22 zum sechstklassigen ASK Bad Fischau wechselte. Dort kam er jedoch nie zum Einsatz und beendete in weiterer Folge seine Karriere als Aktiver, um sich vermehrt dem Nachwuchstraining zu widmen. 

### Als Trainer
Im März 2021 erhielt er die UEFA-B-Trainerlizenz und war ab dem Sommer 2021 kurzzeitig als Nachwuchstrainer beim ESV Haidbrunn-Wacker Wiener Neustadt aktiv, ehe er im November 2021 in den Nachwuchsbereich des FC Admira Wacker Mödling wechselte. Dort war er über ein halbes Jahr lang als Co-Trainer der U-15-Mannschaft tätig und übernahm im Sommer 2022 die Position als Co-Trainer der U-18-Akademiemannschaft des FK Austria Wien. Seit eben dieser Zeit ist er auch im Besitz einer UEFA-Junioren-B-Lizenz. Nach dem Abgang des U-18-Trainers Joachim Standfest zum SCR Altach übernahm Hart bis Saisonende interimistisch das Traineramt und stieg in weiterer Folge ab Sommer 2023 zum Co-Trainer der Young Violets mit Spielbetrieb in der drittklassigen Regionalliga Ost auf. Im Jänner 2024 folgte er dann Violets-Trainer Maximilian Uhlig als Assistent zum Zweitligisten SV Stripfing.
Nach der Trennung von Uhlig im April 2024 wurde Hart interimistisch Cheftrainer der Niederösterreicher. Unter seiner Führung holte das Team in den letzten sieben Saisonspielen neun Punkte. Zur Saison 2024/25 wurde er durch Iñaki Bea ersetzt und verließ Stripfing. Seit der Saison 2024/2025 ist er als Co-Trainer der U18-Mannschaft bei Red Bull Salzburg tätig.

## Erfolge
- Österreichischer Zweitliga-Meister mit dem LASK: 2006/07 (Aufstieg in die österreichischen Bundesliga)